# CD164
CD164 (англ. Sialomucin core protein 24) — мембранный белок, сиаломуцин, продукт гена человека CD164 Функционирует как молекула клеточной адгезии.

## Функции
Сиаломуцины — гетерогенная группа секретируемых или мембрано-связанных муцинов, играющих две ключевых и противоположных ролей in vivo. Они могут быть протективными и антиадгезивными агентами или, наоборот, рецепторами адгезии. CD164 — интегральный трансмембранный сиаломуцин, функционирующий как рецептор адгезии. Участвует в процессах адгезии клеток фенотипа CD34+, а также в пролиферации гемопоэтических клеток.
Белок экспрессирован на эпителии, моноцитах, клетках стромы костного мозга. В патологии может играть важную роль в метастазировании при раке предстательной железы и инфильтрации костного мозга раковыми клетками.

## Структура
CD164 состоит из 197 аминокислот, молекулярная масса белка 21 кДа, зрелый гликозилированный белок имеет молекулярную массу 80 кДа. Альтернативный сплайсинг приводит к образованию 5 изоформ белка.